# 루커스 블랙
루커스 블랙(Lucas Black, 1982년 11월 29일 ~ )은 미국의 배우이다.

## 출연 작품

### 영화
- 작은 전쟁 (1994)
- 슬링 블레이드 (1996)
- 엑스파일: 미래와의 전쟁 (1998)
- 헬렌 켈러의 위대한 스승, 애니 설리번 (2000, The Miracle Worker)
- 올 더 프리티 호시즈 (2000)
- 프라이데이 나이트 라이츠 (2004)
- 자헤드 (2005)
- 패스트 & 퓨리어스: 도쿄 드리프트 (2006) - 숀 보즈웰 역
  - 분노의 질주: 더 세븐 (2015)
  - 분노의 질주: 더 얼티메이트 (2021)
- 리전 (2010)
- 42 (2013)

### 텔레비전
- NCIS: 뉴올리언스 (2014-19)